# Jiří Krejčík
Pour les articles homonymes, voir Krejčík.
Jiří Krejčík (en français : George Krejčík), né le 26 juin 1918 à Prague (Autriche-Hongrie) et mort dans cette ville le 8 août 2013, est un réalisateur et scénariste tchèque, également acteur occasionnel.

## Biographie
Après des études techniques, Jiří Krejčík commence sa carrière cinématographique comme acteur aux Studios Barrandov avant de devenir réalisateur de films documentaires en 1943. Il écrit le scénario de son premier long métrage Týden v tichém domě (1947), basé sur une nouvelle de Jan Neruda. Par la suite, il a réalisé de nombreux drames psychologiques comme La Conscience en 1949 et surtout Monsieur principe supérieur en 1960, ainsi que des comédies populaires comme Pension pour célibataires en 1967. Il réalise en 1979 un film biographique sur la chanteuse soprano Emmy Destinn, La Divine Ema. Son dernier film, Fortune fatidique, date de 2010.
Il est un des précurseurs de la Nouvelle Vague tchécoslovaque.

## Filmographie partielle

### Comme réalisateur
- 1947 : Týden v tichém domě
- 1948 : Ves v pohraničí
- 1949 : La Conscience (Svědomí)
- 1952 : Nad námí svítá
- 1954 : Frona
- 1958 : věcech nadpřirozených – section Glorie
- 1958 : Morálka paní Dulské
- 1959 : Condamnés à vivre (Probuzení)
- 1960 : Monsieur principe supérieur (Vyšší princip)
- 1961 : Labyrint srdce
- 1962 : Polnočná omša (sk)
- 1964 : Čintamani a podvodník
- 1967 : Pension pour célibataires (Pension pro svobodné pány)
- 1967 : Svatba jako řemen
- 1971 : The Tricky Game of Love (en) (Hry lásky šálivé)
- 1972 : Podezření
- 1979 : La Divine Emma
- 1984 : Prodavač humoru (cs)

### Comme acteur
- 1999 : Pelíšky

## Récompenses et distinctions
- En 1998, il remporte le Lion tchèque pour sa contribution artistique de longue date au cinéma tchèque.